# Gerard de Kruijff
Gerard Pieter de Kruijff (né le 27 janvier 1890 à Buren, mort le 16 octobre 1968 à Deventer) est un cavalier néerlandais de concours complet.

## Carrière
De Kruijff sert dans l'armée et accéda finalement au grade de colonel dans un régiment de hussards. Ayant travaillé dans plusieurs écoles d'équitation italiennes renommées, il applique son expérience dans les écoles d'équitation militaires néerlandaises.
Avec Addio, il est champion olympique en 1924 à Paris avec l'équipe néerlandaise, qui comprend également Adolf Van der Voort Van Zijp, Charles Pahud de Mortanges et Antonius Colenbrander. Sa meilleure performance lors de la Coupe des Nations est la sixième place lors de l'épreuve de dressage. De Kruijff termine 13e de la compétition individuelle, alors qu'il fut quatrième de l'épreuve d'endurance. Au moment des Jeux, il est lieutenant dans la cavalerie. Selon la réglementation de l'époque, la participation aux épreuves équestres des Jeux Olympiques est réservée aux seuls officiers de l'armée.
Quatre ans plus tard, lors des Jeux olympiques d'été de 1928 à Amsterdam, l'équipe néerlandaise conserve son titre. De Kruijff, Van der Voort van Zijp et Pahud de Mortanges sont ls premiers sportifs néerlandais à le faire. Dans la compétition individuelle, De Kruijff prend la tête après le dressage sur Va-t'-en, un cheval qu'il avait emprunté parce que son propre cheval Kakkerlak était boiteux. Lors de l'épreuve d'endurance, il doit céder à Pahud de Mortanges. De Kruijff termine deuxième lors de la dernière épreuve de saut d'obstacles. Il participe également au concours de saut d'obstacles et terminé 10e avec l'équipe néerlandaise et 27e dans la compétition individuelle.